# Ángel María Garibay
Ángel María Garibay Kintana (Toluca, Estado de México, 18 de junio de 1892-Ciudad de México, 19 de octubre de 1967) fue un sacerdote católico, filólogo e historiador mexicano, se distinguió especialmente por sus trabajos relativos a las culturas prehispánicas. Es considerado uno de los más notables eruditos sobre la lengua y la literatura náhuatl, y fue maestro de algunos de los más destacados investigadores mexicanos en ese campo.

## Estudios y vida en el clérigo
Fue hijo de Manuel Garibay y de María Soledad Quintana. Huérfano de padre, a los cinco años, fue criado por una de sus hermanas en el pueblo de Santa Fe, en la capital mexicana. En la escuela de esa localidad completó sus estudios elementales, y en 1906 ingresó al Seminario Conciliar de México para comenzar su carrera eclesiástica. Su interés por las culturas antiguas de su país se inició en esos tiempos; aprendió el náhuatl, y comenzó a estudiar documentos del México antiguo. Al mismo tiempo, estudió latín, griego y hebreo, y llegó a dominar también el inglés, el francés y el alemán.
Se ordenó sacerdote en 1917. Su asignación a la parroquia de Xilotepec (Estado de México) le sirvió para aprender otomí. Pero su interés en los pueblos originarios de México no era simplemente el del historiador: colaboró con los indígenas en la organización de pequeñas industrias y, tras mucho insistir ante las autoridades gubernamentales, logró que se introdujeran en la región servicios públicos de salud, educación y asistencia técnica agrícola.[cita requerida]
Su carrera eclesiástica se combinó con su trabajo de investigador y su vocación por mejorar las condiciones de vida de las comunidades indígenas. Permaneció en Xilotepec hasta 1919, y regresó luego al seminario, donde en 1924 fue profesor de humanidades y retórica. Vuelto a la actividad pastoral, fue sucesivamente párroco de otras localidades de la región central mexicana: San Martín de las Pirámides, Huixquilucan, Tenancingo y, finalmente, Otumba.
En 1941, fue nombrado Canónigo Lectoral en la Basílica de Guadalupe. Había publicado ya algunos de sus trabajos, pero fue a partir de la década de 1940 cuando comenzó la producción de sus obras más significativas.

## Vida académica

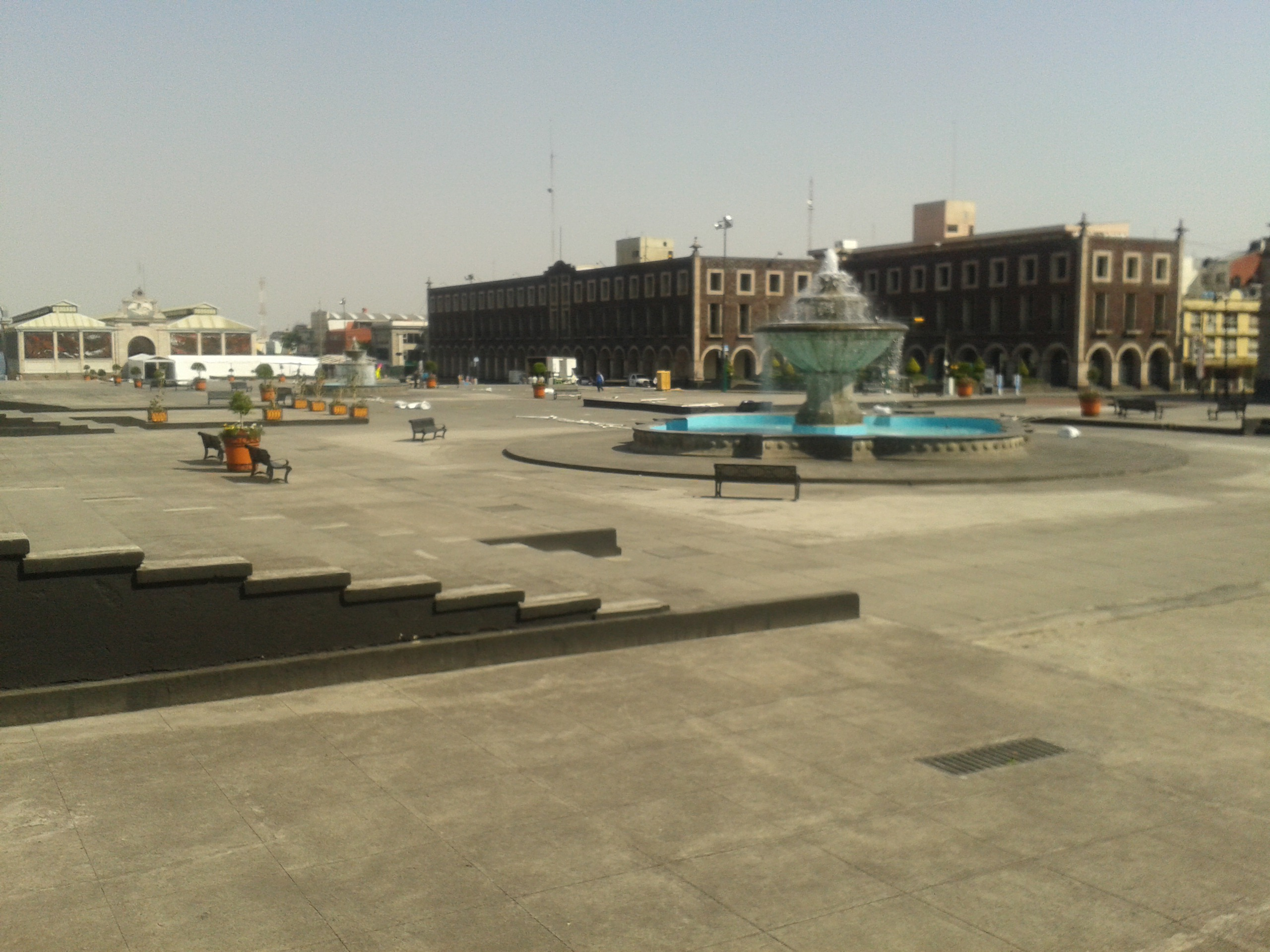
Plaza Ángel María Garibay Kintana en Toluca de Lerdo. 2014.

En febrero de 1952 es elegido miembro honorario de la Academia Mexicana de la Lengua, el 23 de abril de 1954 fue promovido como miembro numerario ocupando la silla XXIX y desempeñándose como censor de 1955 a 1956. Ese mismo año, en ocasión del 400° aniversario de la fundación de la Universidad Nacional Autónoma de México, se le otorga el nombramiento de doctor Honoris Causa. Poco tiempo después fue nombrado Profesor Extraordinario de la Facultad de Filosofía y Letras de esa Universidad y en 1956 ingresó al Instituto de Investigaciones Históricas; al mismo tiempo que se convertía en director del Seminario de Cultura Náhuatl.
Fue también miembro de número de la Academia Mexicana de la Historia, ocupó el sillón 4, de 1962 a 1967. En 1962 el Senado de la República le otorgó la Medalla Belisario Domínguez en mérito a su trabajo en el rescate del pasado histórico mexicano. En 1965 recibió el Premio Nacional de Literatura y Lingüística de México. Su obra es extensísima, incluyendo alrededor de cuarenta libros publicados y centenas de artículos científicos y de divulgación. De especial relevancia son sus aportes sobre los aspectos literarios e históricos de los antiguos nahuas, y sus estudios sobre fray Bernardino de Sahagún. Entre sus discípulos más destacados se encuentra el antropólogo e historiador Miguel León-Portilla.
Muchos de sus contemporáneos, al mismo tiempo que destacan su extraordinaria dedicación al trabajo y su amplitud de criterios, recuerdan también su mal carácter y su curiosa afición por el mate rioplatense.

## Obras
Sobre el autor:
- Ángel María Garibay, Toluca, Gobierno del Estado de México, Patrimonio Cultural y Artístico del Estado de México, 1979, 249 p., [13] láms., il.
- Ángel María Garibay: el poeta, pról., selec. y notas de Raúl Cáceres Carenzo, Toluca, Instituto Mexiquense de Cultura, Gobierno del Estado de México, Secretaría de Educación y Bienestar Social, 1992, 99 p. (Raíz del hombre), il. [Poesías. Selecciones, 1992.]
- Herr Sole, Alberto, Ángel María Garibay Kintana o la confrontación de los orígenes, Zinacantepec, El Colegio Mexiquense, Instituto Mexiquense de Cultura, 1992, 237 p.
- León-Portilla, Miguel, “Ángel Ma. Garibay K. (1892-1992), en el centenario de su nacimiento”, Estudios de Cultura Náhuatl, México, Universidad Nacional Autónoma de México, Instituto de Investigaciones Históricas, v. 22, 1992, p. 167-180.
- León-Portilla, Miguel, “Ángel María Garibay Kintana (1892-1967)”, América Indígena, México, Instituto Indigenista Interamericano, v. xxviii, n. 1, 1968, p. 265-272.
- León-Portilla, Miguel, “Bibliografía del Dr. Ángel Ma. Garibay K.”, Estudios de Cultura Náhuatl, volumen publicado en homenaje a Ángel Ma. Garibay K., México, Universidad Nacional Autónoma de México, Instituto de Historia, v. vi, 1963, p. 20-26.
- León-Portilla, Miguel, “L’humaniste Ángel María Garibay K.”, Nouvelles du Mexique, París, n. 52-53, enero-junio 1968, p. 9-14.
- León-Portilla, Miguel, “Silueta de Ángel María Garibay K. (nahuatlato, hebreólogo y helenista)”, Tribuna Israelita, México, n. 211, agosto 1962, p. 8-9.
- León-Portilla, Miguel, “Supervivencia del padre Garibay”, Boletín Bibliográfico Mexicano, México, Librería Porrúa, 1972, p. 11.
- León-Portilla, Miguel, y Patrick Johansson, Ángel Ma. Garibay: la rueda y el río, México, Espejo de Obsidiana, Gobierno del Estado de México, 1993, 206 p., il.
- León-Portilla, Miguel, Salvador Novo, Arturo Arnáiz y Freg y Luis Rublúo, “Corona funeraria. Dr. Ángel María Garibay Kintana”, en Memorias de la Academia Mexicana de la Historia correspondiente de la Real de Madrid, México, t. xxvi, n. 4, octubre-diciembre 1967, p. 386-402.
- Roldán, Dolores, Biografía de Ángel Ma. Garibay K.: revelador de la sublime cultura náhuatl, México, Orión, 1985, 252 p., il.
- Ruz, Alberto, “Ángel María Garibay Kintana (1892-1967)”, Estudios de Cultura Maya, México, Universidad Nacional Autónoma de México, Facultad de Filosofía y Letras, Seminario de Cultura Maya, v. 7, 1968, p. 395-396.

Libros
- En torno al español hablado en México, estudio introductorio, selec. y notas de Pilar Máynez Vidal, México, Universidad Nacional Autónoma de México, Coordinación de Humanidades, 1997, 145 p. (Biblioteca del Estudiante Universitario, 124).
- Épica náhuatl: divulgación literaria, selec., introd. y notas de Ángel María Garibay K., México, Universidad Nacional Autónoma de México, 1945, liii-156 p. (Biblioteca del Estudiante Universitario, 51). [2.ª ed.: 1964; 3.ª ed.: 1978; 4.ª ed.: 1993.] Garibay K., Ángel María, y Jesús Guisa y Azevedo, La palabra humana, México, Universidad Nacional Autónoma de México, Dirección General de Publicaciones, 1958, 88 p. (Ediciones Facultad de Filosofía y Letras, 34).
- Historia de la literatura náhuatl, 2 v., México, Porrúa, 1953-1954 (Biblioteca Porrúa, 1), facsm.
- Historia de la literatura náhuatl, 2.ª ed., pról. de Miguel León-Portilla, México, Porrúa, 1971, xxxi-926 p. (“Sepan cuantos...”, 626). [Otras ediciones: 1987, 1992 y 2000.]
- La literatura de los aztecas, México, Joaquín Mortiz, 1964, 138 p. (Legado de la América Indígena). [6.ª ed.: 1985.]
- La literatura de los aztecas, [encuadernado con La literatura de los mayas, de Demetrio Sodi M.], México, Promociones Editoriales Mexicanas, 1979, viii-209 p. (Clásicos de la Literatura Mexicana).
- La poesía lírica azteca; esbozo de síntesis crítica, México, Bajo el Signo de Ábside, 1932, 23 p.
- Le crépuscule des aztèques: recits indigènes de la conquête, introd., selec. y notas de Miguel León-Portilla, versión española de los textos nahuas de Ángel Ma. Garibay K., trad. del español y notas de André Joucla-Ruau, [Tournai], Casterman, 1965, 265 p. (Latitude Sud), il.
- Llave del náhuatl: colección de trozos clásicos, con gramática y vocabulario, para utilidad de los principiantes, Otumba, [Imprenta Mayli], 1940, 259 p.
- Llave del náhuatl: colección de trozos clásicos, con gramática y vocabulario, para utilidad de los principiantes, 2.ª ed. rev. y aum., México, Porrúa, 1961, 381 p. (“Sepan cuantos...”, 706). [Otras ediciones: 1978, 1989, 1994, 1999 y 2001.]
- Mitología griega, dioses y héroes, México, Porrúa, 1964, xv-260 p. (“Sepan cuantos...”, 31). [Otras ediciones: 1993, 1996, 1997, 1998, 1999, 2000, 2002 y 2004.)
- Panorama literario de los pueblos nahuas, México, Porrúa, 1963, 163 p. (“Sepan cuantos...”, 22). [Otras ediciones: 1971, 1979, 1996, 1997 y 2001.]
- Poema de los árboles, México, [edición privada], 1937.
- Poesía indígena de la altiplanicie: divulgación literaria, selec., versión, introd. y notas de Ángel María Garibay K., México, Universidad Nacional Autónoma de México, 1940, xx-212 p. (Biblioteca del Estudiante Universitario, 11). [2.ª ed.: 1952; 3.ª ed.: 1962; 4.ª ed.: 1972; 5.ª ed.: 1982; 6.ª ed.: 1992.]
- Poesía náhuatl, paleografía, versión, introd., notas y apéndices de Ángel Ma. Garibay K., 3 v., México, Universidad Nacional Autónoma de México, Instituto de Historia, 1964-1968 (Fuentes Indígenas de la Cultura Náhuatl, 4-6), facsm. [2.ª ed.: 1993.]
- Presencia de la Iglesia en México, México, Fundice, Jus, [c. 1992], 95 p. (V Centenario, 4).
- Proverbios de Salomón y sabiduría de Jesús ben Sirak, versiones directas del original, México, Porrúa, 1966, 233 p. (“Sepan cuantos...”, 54). [2.ª ed.: 2000.]
- Rückkehr der Götter: Die Aufzeichnungen der Azteken über den Untergang ihres Reiches, Hrsg. von Miguel León-Portilla und Renate Heuer, [Aus dem Náhuatl ubersetzt von Ángel María Garibay K.], Colonia, Friedrich Middelhauve Verlag, 1962, 152 p., ils.
- Sabiduría de Anáhuac, presentación y selec. de Gonzalo Pérez Gómez, Toluca, Gobierno del Estado de México, 1986, 397 p. (Clásicos del Estado de México), il.
- Sabiduría de Israel: tres obras de la cultura judía, trad. directa de Ángel Ma. Garibay K., México, Porrúa, 1966, 189 p. (“Sepan cuantos...”, 51). [Otras ediciones: 1976 y 1999.]
- Teatro helénico: cinco lecciones de síntesis esquemática, México, Instituto Nacional de Bellas Artes, Departamento de Teatro, 1965, 143 p. (Teatro, 1).
- Teatro helénico: cinco lecciones de síntesis esquemática, 2.ª ed., acotación preliminar de Raúl Cáceres Carenzo, Toluca, Instituto Mexiquense de Cultura, Gobierno del Estado de México, 1993, 133 p. (Raíz del Hombre).
- Verdad de la ficción. Acotaciones a un triálogo. Discurso de recepción como individuo de número de la Academia Mexicana de la Lengua correspondiente de la Real Española, México, Bajo el Signo de Ábside, 1954.
- Visión de los vencidos. Relaciones indígenas de la Conquista, introd. y notas de Miguel León-Portilla, versión de textos nahuas de Ángel Ma. Garibay K., ilustración de los códices de Alberto Beltrán, México, Universidad Nacional Autónoma de México, Dirección General de Publicaciones, Coordinación de Humanidades, 1959, xxix-217 p. (Biblioteca del Estudiante Universitario, 81). [Otras ediciones: 1961, 1964, 1969, 1971, 1972, 1980, 1984, 1987, 1992 y 1997.]

La siguiente es una lista bibliográfica parcial:
- La poesía lírica azteca, esbozo de síntesis crítica, 1937
- Llave del náhuatl, 1940
- Poesía indígena de la altiplanicie, 1940
- Épica náhuatl, 1945
- "Paralipómenos de Sahagún", en la revista Tlalocan, 1943-1946
- Historia de la literatura náhuatl, 2 v., 1953-1954
- Veinte himnos sacros de los nahuas, 1958
- Vida económica de Tenochtitlan, 1961
- Poesía náhuatl, 3 vols., 1964-1967
- Panorama literario de los pueblos nahuas, 1963.

Preparó ediciones de las siguientes obras:
- Historia general de las cosas de la Nueva España, por fray Bernardino de Sahagún, 4 vols., 1956;
- Historia antigua y de la conquista de México, por Manuel Orozco y Berra, 4 vols., 1960
- Historia de las Indias de Nueva España, por fray Diego Durán, 2 vols., 1968.

Escribió una introducción para la edición de 1959 de Relación de las cosas de Yucatán, de fray Diego de Landa.
Tradujo además del griego clásico al español la totalidad de las tragedias y comedias de Esquilo, Sófocles, Eurípides y Aristófanes, cuyas ediciones fueron publicadas por la editorial mexicana Porrúa entre 1962 y 1966.